# حمامة الثلج
حمامة الثلج (Columba leuconota) هي فصيلة من الطيور من جنس كولومبا ومن عائلة الحماميات توجد في المناطق الجبلية في آسيا الوسطى. هم طيور رمادية، سوداء، بني فاتح وأبيض، ويتم التعرف على سلالتين؛ ل. leuconota توجد في أفغانستان وجبال الهيمالايا الغربية. ل. gradaria توجد في جبال شرق التبت ومن شرق نان شان (تشينغهاي) إلى يوننان. الطيور جمعة العلف التي نعيش في بلد مفتوح تتكثر في أزواج أو مجموعات صغيرة، والتغذية تكون على الحبوب والبراعم، والتوت، والبذور. انهم يجثمون ليلا على المنحدرات، والحضانة تكون في شقوق حيث يبنون أعشاش من عصا غير مرتبة وتضع البيض وعادة تكون اثنتان. وقد صنّف الاتحاد الدولي لحفظ الطبيعة على أن حالة الطيورغير مهددة.

## الوصف

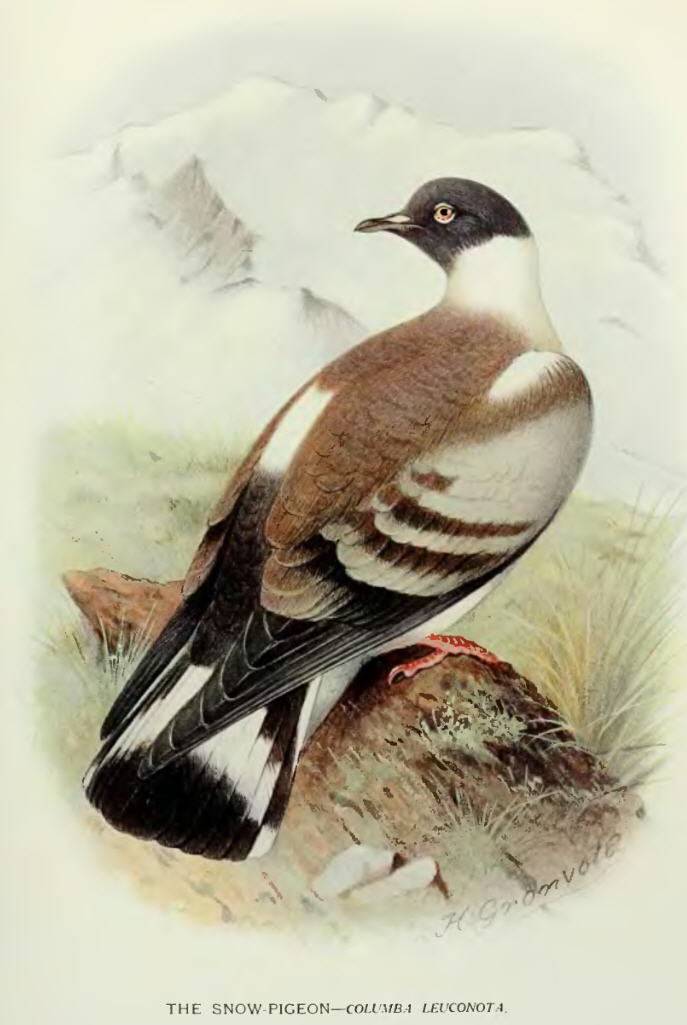

يمتلك الحمام الثلجي رأسًا أسود اللون يتناقض مع طوق الرقبة الأبيض والأجزاء السفلية البيضاء التي تظلل بالرمادي تقريبا على البطن. ظهورهم رمادية اللون  و و بنية مع وجود رقعة بيضاء في أسفل الظهر. تحتوي ذيولها السوداء على شريط أبيض واضح في الوسط ضيق ومنحنًا للأمام للوصول إلى طرف أبعاد لذيل الخارجي. الطيور الصغيرة ذات الحواف الباهتة والضيقة إلىريش الأجزاء العلوية والأجنحة. اللون الأبيض من الجزاء السفلي ملطخ مع اللون البرتقالي.

## التصنيف والرتب
- C. l. gradaria وصفها Hartert في عام 1916 وجدت في الجبال الشرقية والتبت ومن الشرق نان شان (تشينغهاي) يونان المتطرفة ن ميانمار.
- C. l. leuconota وصفها Vigors في 1831 وجدت في جبال الهيمالايا من غرب أفغانستان إلى سيكيم؛ الصيف زائر عاليه جبال بامير.

## التوزيع والحالة
توجد في التلال الصخرية من أفغانستان، بوتان، الصين، الهند، كازاخستان، ميانمار، نيبال، باكستان، طاجيكستان، تركمانستان. إنه طائر مألوف وله نطاق كبير للغاية. يعتقد أن الطيور مستقرة، ولهذه الأسباب، قام الاتحاد الدولي لحماية الطبيعة بتقييم وضعيته بانها غير مهددة.

## السلوك والبيئة
انهم يوجدون بكثرة بالقرب من سفوح التلال الصخرية والوديان المحاصرة، . انهم يتغذون في الحقول بشكل متكرر خلال النهار. وهم عموما طيور خجولة وحذرة . التجمعات من 150 أو أكثر تحدث في فصل الشتاء في كثير من الأحيان في المجموعات من حمامة كولومبا في بعض المناطق مع حمام جبلي أيضا.

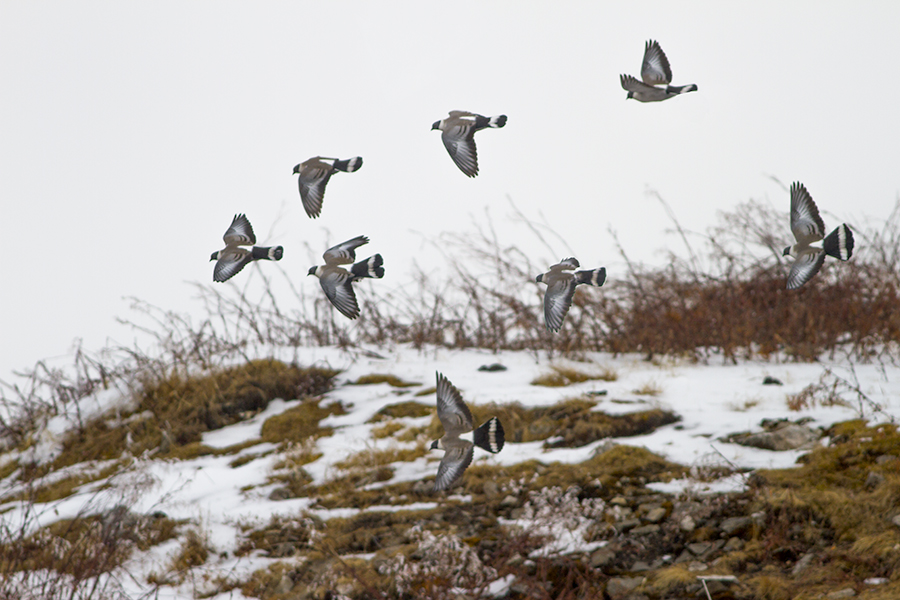
قطيع من حمامات الثلج تحلق أكثر من 12,000 قدم مربعة في محمية بانجولاكا للحياة البرية في سيكيم والهند

في فصل الصيف، ينزلون إلى قمم أقل ويتم العثور عليهم في أزواج أو أسراب صغيرة. تتكاثر في المستعمرات. توضع الأعشاش في الشقوق أو الكهوف في مواجهة المنحدرات أو الحواف الصخرية. أعشاشها هي هياكل متشابكة غير مرتبة مصنوعة من العصي، والعشب، والقش، والريش، إلخ. وعادة ما يتم إعادة استخدام الأعشاش كل عام بإصلاح طفيف. عموما، تضع اثنتين من البيوض.
تتغذى على التوت، الحبوب، البراع ، بصلة النبات، البذور.

## وصلات خارجية
- Photos, Videos